# NGV Aliso
Le NGV Aliso est un navire à grande vitesse construit en 1996 par les chantiers navals Leroux et Lotz Naval pour la SNCM. Baptisé d'après le fleuve corse Aliso, il a pour sister-ship le NGV Asco. Mis en service en juillet 1996, il a navigué pour la SNCM jusqu'en septembre 2004. Il a été exploité par la suite par des compagnies grecques, en prenant le nom de Panagia Thalassini puis de Kalli P.. Inutilisé depuis 2014, le navire est actuellement désarmé à Keratsini.

## Histoire

### Origines et construction
Voir aussi NGV Asco - Origines
Au début des années 1990, la SNCM et l'Office des transports corses élaborent un projet de mise en service d'un navire à grande vitesse sur les lignes de la Corse. Le projet aboutit avec la commande, le 4 août 1994, d'une nouvelle unité aux chantiers Leroux et Lotz Naval de Saint-Malo, le futur NGV Asco. Afin d'assurer une desserte combinée depuis Nice vers la Corse, le renfort d'un second NGV est nécessaire. Un sister-ship de la nouvelle unité est alors commandé, répondant aux mêmes caractéristiques. Ceci confirmera alors l'entrée de la SNCM dans l'ère de la navigation à grande vitesse. Le second NGV sera baptisé d'après le fleuve Aliso, situé en Corse-du-Sud.
Le contrat de construction est signé le 28 avril 1995 entre la SNCM et le groupe Leroux et Lotz. La pose de la quille s’effectue le 9 octobre 1995 dans les chantiers Saint-Malo Naval et le navire est mis à l’eau le 23 avril 1996. Les essais à la mer ont lieu les 4, 6, 7, 13 et 16 juillet, l'appareil propulsif du NGV Aliso est légèrement plus puissant que celui du NGV Asco, ce qui sera modifié par la suite sur ce dernier. Le navire est livré à la SNCM le 12 juillet 1996.

### Service
Le 12 juillet 1996, le NGV Aliso est béni au quai Garnier du Fougeray à Saint-Malo. Après quelques jours d’essais supplémentaires, le navire fait route vers la Méditerranée. Durant son transfert vers Nice, il fait escale le 24 juillet à Algésiras afin d’avitailler. Dès le 27 juillet, le NGV Aliso est mis en exploitation : il appareille à 11h30 de Nice à destination de Bastia. Le 4 octobre, à 15h30, le NGV Aliso est baptisé à L'Île-Rousse par le Père Magdeleine, curé de la paroisse de la ville ; la marraine du navire est Mme Rossi, épouse de José Rossi, président du Conseil général de la Corse-du-Sud. Cette cérémonie a lieu en présence de Mme Rougier, présidente des chantiers Leroux et Lotz, de M Pontet, président de la Compagnie générale maritime et financière, M Biaggioni, président du Conseil exécutif et de Pierre Pasquini, ministre des anciens combattants et victimes de guerre et Maire de L'Île-Rousse. Une sortie en mer est par la suite organisée de 16h45 à 17h30.
Pour la saison estivale 1997, le navire et son sister-ship sont affrétés par la filiale Corsica Marittima et effectuent une fois par semaine le trajet Bastia - Livourne - Bastia, et relient également Portoferraio sur L'Île d'Elbe. L'expérience est renouvelée pour les saisons 1998 et 1999 avec, cette fois-ci un aller-retour supplémentaire sur Gênes.
À la suite de deux collisions avec des cétacés en 1998 et 1999, une commission d’études ainsi qu’une collaboration entre la SNCM et les chantiers Alsthom vont être instaurées afin de prévenir ces accidents. C’est ainsi que des systèmes amplificateurs de lumière seront installés sur les deux NGV, à l’instar du NGV Liamone, doté de ce dispositif dès sa construction. Les résultats de la commission d’étude sur la protection des cétacés amèneront à la mise en place, dès 2000, de projecteurs proche de l’infrarouge pour les traversées de nuit. Ils ne gênent pas la vision nocturne de la passerelle tout en permettant de mieux voir les cétacés.
À partir du 20 avril et jusqu’au 17 septembre 2000, le NGV Aliso est basé à Livourne. Il effectue deux fois par jour le trajet Livourne - Bastia et deux fois par semaine le trajet Bastia - Porto Ferraio. 
Le 8 juillet, le navire est endommagé lors d'une tempête alors qu'il effectuait une traversée entre Livourne et Bastia. Il rejoint par la suite Marseille et les réparations se poursuivent jusqu'au 22 juillet. À la fin de la saison, le NGV Aliso retourne sur les lignes au départ de Nice jusqu'au 14 novembre.
Pour la saison 2001, le NGV Asco remplace son jumeau sur les lignes de Corsica Marittima. Le NGV Aliso dessert alors essentiellement la Balagne au départ de Nice.
Le 29 septembre 2003, le NGV Aliso effectue son dernier voyage commercial pour la SNCM entre Bastia et Nice. Il rejoint le lendemain Marseille et est désarmé. Le navire est mis en vente en janvier 2004, au lieu du NGV Asco comme initialement prévu. 
Le NGV, faisant l’objet d’un crédit-bail, est acquis par la SNCM par levée d’option d’achat anticipée le 15 septembre 2004, en vue de sa revente. Il est vendu et livré à la compagnie grecque C-Link Ferries le 30 septembre et quitte Marseille le 8 octobre 2004 pour Le Pirée. Le navire est alors renommé Panagia Thalassini et navigue alors pour le compte de la compagnie grecque AK Ventouris entre Le Pirée, la Crète et les Cyclades.
En 2007, le navire est revendu à la compagnie NEL Lines mais conserve son exploitation.
En 2008, le Panagia Thalassini est vendu à l'armateur Silver Fin Shipping et affrété par NEL Lines. Le navire est alors exploité en Mer Rouge.
En 2009, le navire navigue de nouveau en Mer Égée.
En janvier 2012, le Panagia Thalassini est désarmé à Lavrio. En juillet, il est affrété par la compagnie Inter Lines et est exploité à partir du mois d'août entre l'Espagne et le Maroc.
Le 19 décembre 2014, la ligne est interrompue et le navire est désarmé à Tanger.
Affrété à partir d'avril 2015 par la compagnie Idomeneas Lines, le navire quitte le Maroc et retourne en Grèce le 24 avril. Le 6 juin, il est renommé Kalli P. et désarmé à Keratsini. Aujourd'hui, le navire reste inexploité en dépit de son changement de nom et de livrée.

## Aménagements
Le Kalli P. propose à ses passagers un bar buffet situé sur le pont 4. En raison de ses dimensions restreintes et à la courte durée de ses traversées, le navire ne possède pas de cabines, les passagers sont installés dans trois salons fauteuils, deux sur le pont 4 pouvant accueillir 248 et 184 personnes et un au pont 5 prévu pour 68 personnes. Deux terrasses sont à la disposition des passagers sur les ponts 4 et 5.

## Caractéristiques
Le Kalli P. mesure 102 mètres de long pour 15,40 mètres de large, son tirant d'eau est de 4,30 mètres. Sa jauge brute est de 4 934 UMS. Le navire peut embarquer 576 passagers et possède un garage pouvant contenir 150 véhicules répartis sur 2 niveaux et accessible par deux portes-rampes arrières de 7,74 mètres de long et 4,30 mètres de large chacune et une porte rampe avant de 11,50 mètres de long et 3,20 mètres de large. Il est entièrement climatisé. Il possède 4 moteurs diesel rapides MTU type 20V1163TB73L, 20 cylindres en V, entraînant chacun un propulseur à jet d’eau KaMeWa type 112 par l’intermédiaire d’un réducteur Maag. Les deux propulseurs latéraux sont orientables.
La puissance totale est de 24 000 kW, pour une vitesse de 37 nœuds à 90 % de la puissance. Il est en outre doté de deux propulseurs d’étrave Brunvoll de 250 kW chacun, d'un système de stabilisation maritime Dynamics (2 ailerons latéraux, 2 volets arrière, un T-Foil avant) et dispose du système BATOS de suivi en temps réel des conditions météorologiques Pour l'évacuation des passagers, quatre issues de secours existent également à bord, elles se déclenchent automatiquement ou manuellement et permettent l’évacuation des passagers grâce à des toboggans gonflables, le tout complété de deux embarcations semi-rigides.

## Lignes desservies
À sa mise en service, le NGV Asco était positionné, du printemps à l'automne, sur les lignes de la Corse au départ de Nice vers Bastia, Ajaccio, L'Île-Rousse et Calvi. À partir de 1997, le navire sera régulièrement affrété par Corsica Marittima, filiale de la SNCM et effectuera les lignes Bastia - Livourne, Bastia - Gênes ou Bastia - Portoferraio une ou plusieurs fois par semaine jusqu'en 2001. 
Vendu en 2004 à l'armateur grec C-Link Ferries, le navire, renommé Panagia Thalassini, navigue sous les couleurs de la compagnie AK Ventouris vers la Crète, Santorin et Ios depuis Le Pirée. À partir de juin 2006, le navire assure la ligne Lavrio - Syros - Tinos - Mykonos. Racheté en 2007 par NEL Lines puis en 2008 par Silver Fin Shipping, le navire navigue un an en Mer Rouge durant un an avant de retourner en Mer Égée sur la ligne Vólos - Skiathos - Skópelos en 2009, puis sur Lavrio - Psara - Chios en 2010 et 2011. Il est par la suite affrété en 2012 par la compagnie marocaine Inter Lines qui le fait naviguer entre Tanger Med au Maroc et Algésiras en Espagne. La ligne est finalement interrompue en 2014, et le navire désarmé à Tanger. Ayant finalement rejoint la Grèce en 2015, le navire, bien qu'ayant changé d'affréteur et été renommé Kalli P. n'a toujours pas repris la mer.